# Baiersdorf
Baiersdorf is een plaats in de Duitse deelstaat Beieren, gelegen in het Landkreis Erlangen-Höchstadt. De stad telt 7.945 inwoners.

## Geografie
Baiersdorf heeft een oppervlakte van 11,79 km² en ligt in het zuiden van Duitsland.

## Geboren in Baiersdorf
- Carl Neudel (16 juli 1842) componist en militaire kapelmeester

Adelsdorf ·
Aurachtal ·
Baiersdorf ·
Bubenreuth ·
Buckenhof ·
Eckental ·
Gremsdorf ·
Großenseebach ·
Hemhofen ·
Heroldsberg ·
Herzogenaurach ·
Heßdorf ·
Höchstadt a.d.Aisch ·
Kalchreuth ·
Lonnerstadt ·
Marloffstein ·
Möhrendorf ·
Mühlhausen ·
Oberreichenbach ·
Röttenbach ·
Spardorf ·
Uttenreuth ·
Vestenbergsgreuth ·
Wachenroth ·
Weisendorf